# Tesito de los Cuchillos

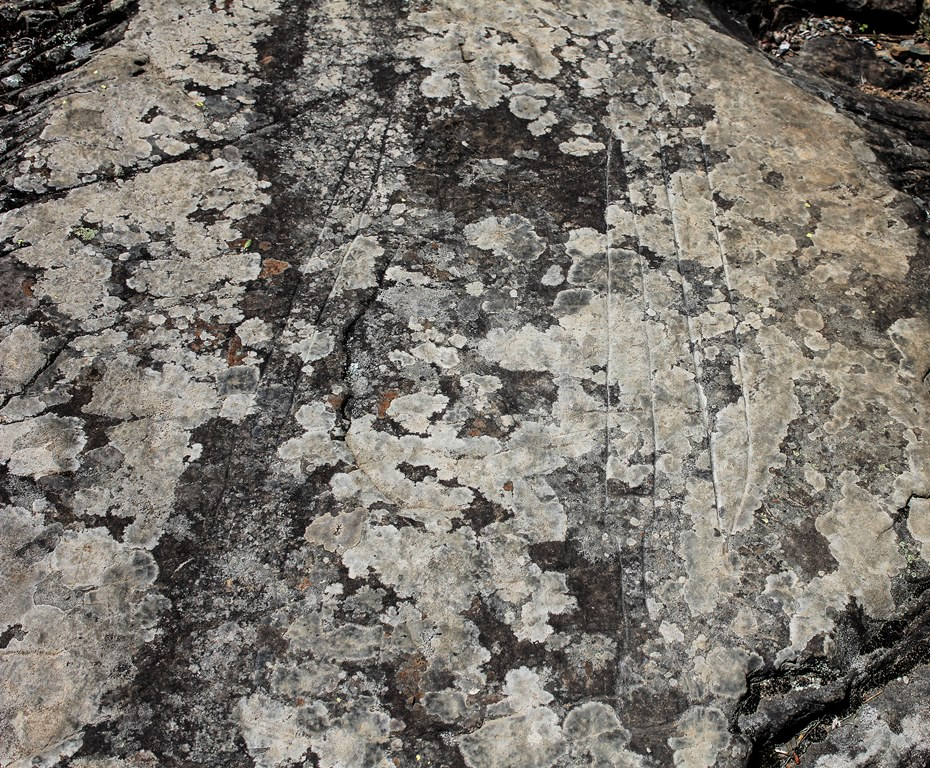
Petroglifo con tres espadas

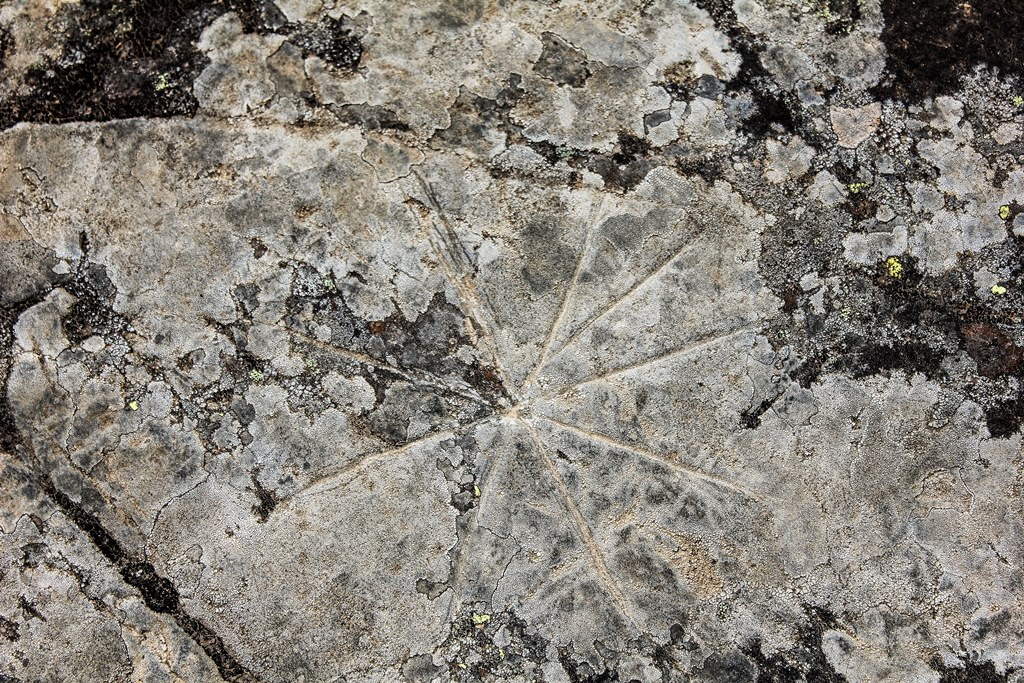
Asterisco de líneas radiadas

El Tesito de los Cuchillos o las Pisás de los Moros son unos petroglifos de la época romana en las Hurdes. Se ubican a mitad de camino entre las alquerías de Castillo y Erías - ambas perteneciendo al concejo hurdano de Pinofranqueado - en una elevación sobre la margen derecha del río Esperabán, junto a su confluencia con el arroyo de la Zambrana. El sitio dispone de cartel explicativo.
Los petroglifos aparecen a ras del suelo aprovechando un afloramiento de pizarra contornado por un vallado de piedra seca. Los motivos son muy variados: Podomorfos, asteriscos de líneas radiadas, armas como puñales y espadas. Junto a una de las espadas romanas aparece una inscripción latina con el texto (A)RMAMIIACAVII, que puede traducirse como "guárdate de mis armas" o "protege mis armas".
Se trata de grabados incisos y algunos piqueteados. Además aparecen también algunos repiqueteados repasados por abrasión. Dada la inscripción latina y la tipología de las espadas representadas, se puede datar el conjunto en época romana.